# Mubaraka Al-Naimi
Mubaraka Abdulla Al-Naimi (* 13. April 2001) ist eine katarische Tennisspielerin.

## Karriere
Al-Naimi spielt seit 2015 hauptsächlich Turniere auf dem ITF Women’s Circuit im Juniorenbereich.
Auf der WTA Tour debütierte sie 2017 im Hauptfeld der Doppelkonkurrenz der Qatar Total Open, als sie zusammen mit ihrer Doppelpartnerin Fatma Al-Nabhani mit einer Wildcard ausgestattet wurde. Die Paarung verlor bereits in der ersten Runde gegen Anna-Lena Grönefeld und Květa Peschke mit 2:6 und 2:6. Im Einzelwettbewerb trat sie, ebenfalls mit einer Wildcard ausgestattet, in der ersten Runde der Qualifikation gegen Kateryna Bondarenko an, gegen die sie mit 2:6 und 0:6 verlor.
Für die Qualifikation zu den Qatar Total Open 2018 erhielt Mubaraka Al-Naimi ebenfalls wieder eine Wildcard, wie auch für die Qualifikation zu den Qatar Total Open 2019.